# J.F. Berghoefplantsoen
Het J. F Berghoefplantsoen is een parkje en bijbehorende straten in Amsterdam Nieuw-West. Ze is op 2 december 1997 per raadsbesluit vernoemd naar architect Johannes Fake Berghoef.

## Ligging en Geschiedenis
Het plantsoen ontstond na herinrichting en sanering van een gebied ten noordwesten van de Sloterplas in tuinstad Slotermeer. Dit gebied was al sinds de jaren vijftig bebouwd, maar werd eind jaren negentig klaargemaakt voor veel dichtere bebouwing met voornamelijk woonhuizen. Het zou uiteindelijk leiden tot de buurt Noorderhof.  Het plantsoen doorsnijdt de wijk van oost naar west. Straat en parkje beginnen aan het verlengstuk uit die jaren van de Noordzijde op de oevers van de Sloterplas. Straat en plantsoen vinden hun eind aan een onderdoorgang richting Slotermeerlaan. Een nauwe doorgang zorgt voor verbinding met het M.J. Granpré Molièreplein.
De woningen aan het plein dateren alle uit de periode 1997-2000 en zijn neergezet naar een plattegrond van de Luxemburgse architecten Rob Krier (en Christian Kohl), die zich ook bemoeide met de architecten die 230 woningen voor de gehele buurt ontwierpen. Het zorgde voor architectonische eenheid in de buurt. Vermoedelijk is het voor Amsterdamse begrippen zeer afwijkende elektriciteitshuisje ook van zijn hand of onder zijn supervisie gebouwd. Het bestaat uit dezelfde hoekige structuur en baksteen/natuursteen als alle andere gebouwen aan het plein.
De straat behorend bij het plantsoen is te nauw voor grote vormen van openbaar vervoer. Het J.F Berghoefplantsoen heeft naar het zuiden toe een toegang naar Noordzijde. Die doorgang heeft de officieuze naam Plein '21 (huisnummers aan het plantsoen).

## Afbeeldingen

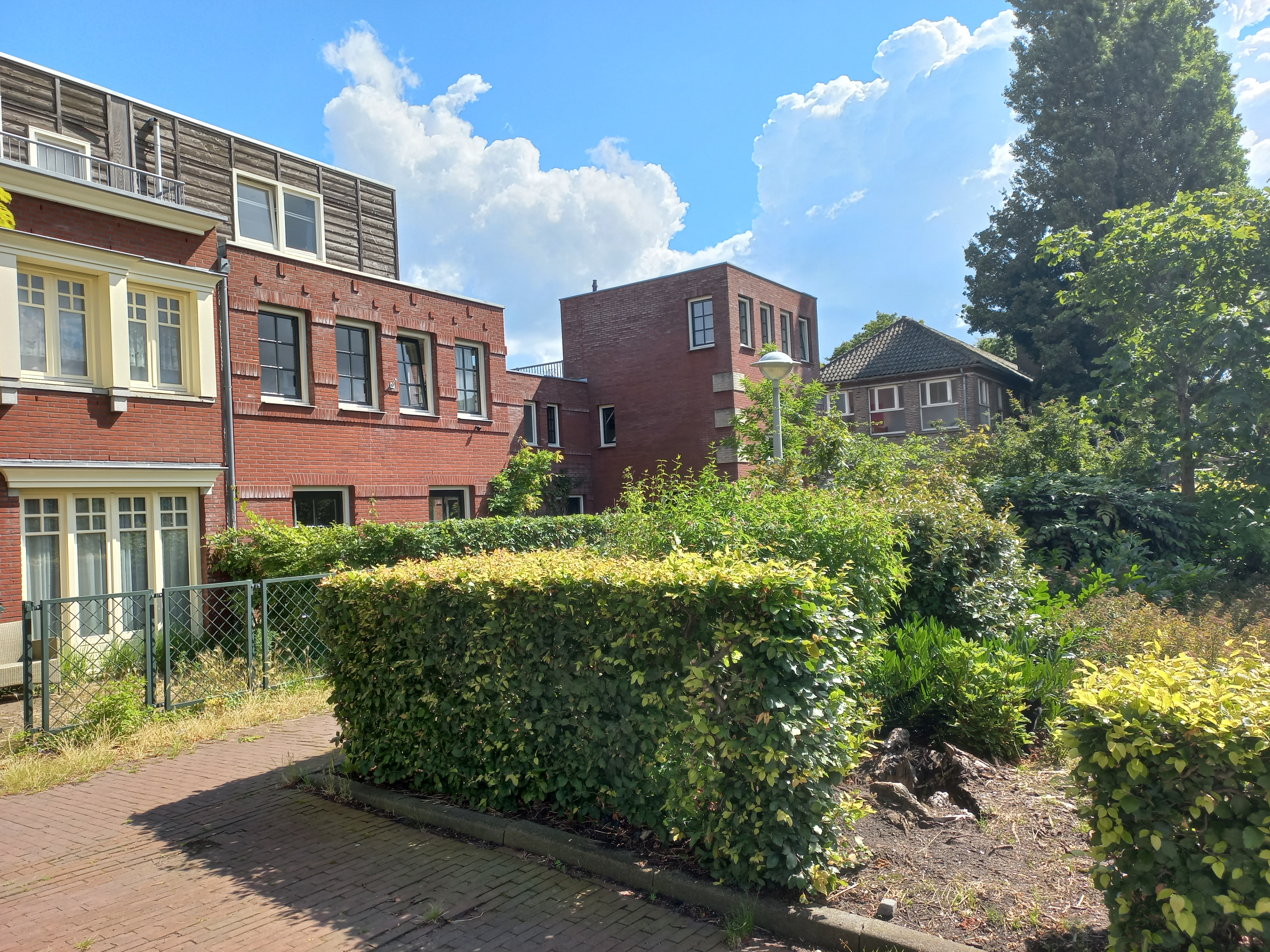
Plantsoen en bebouwing (juli 2024)
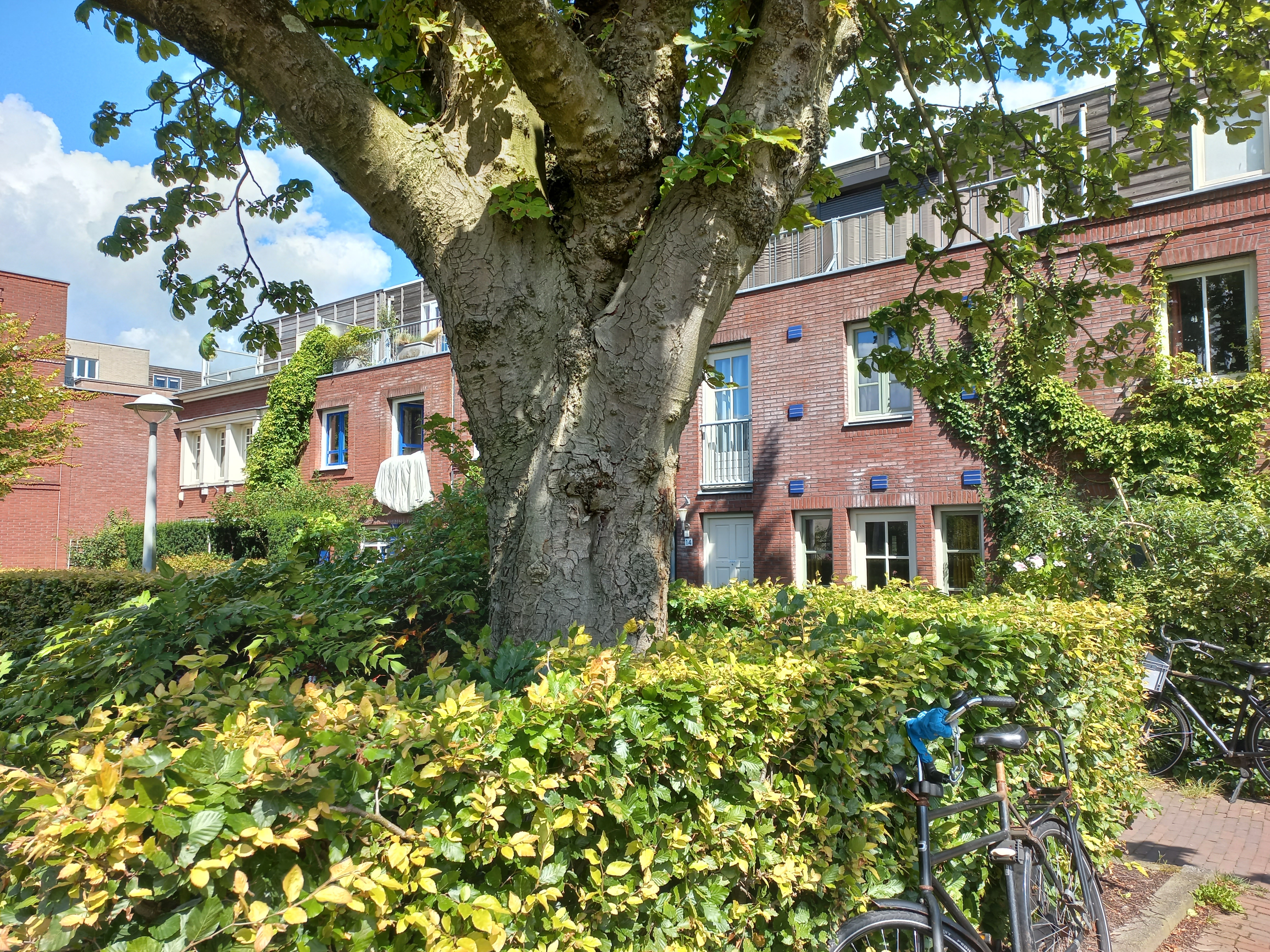
Plantsoen en bebouwing (juli 2024)
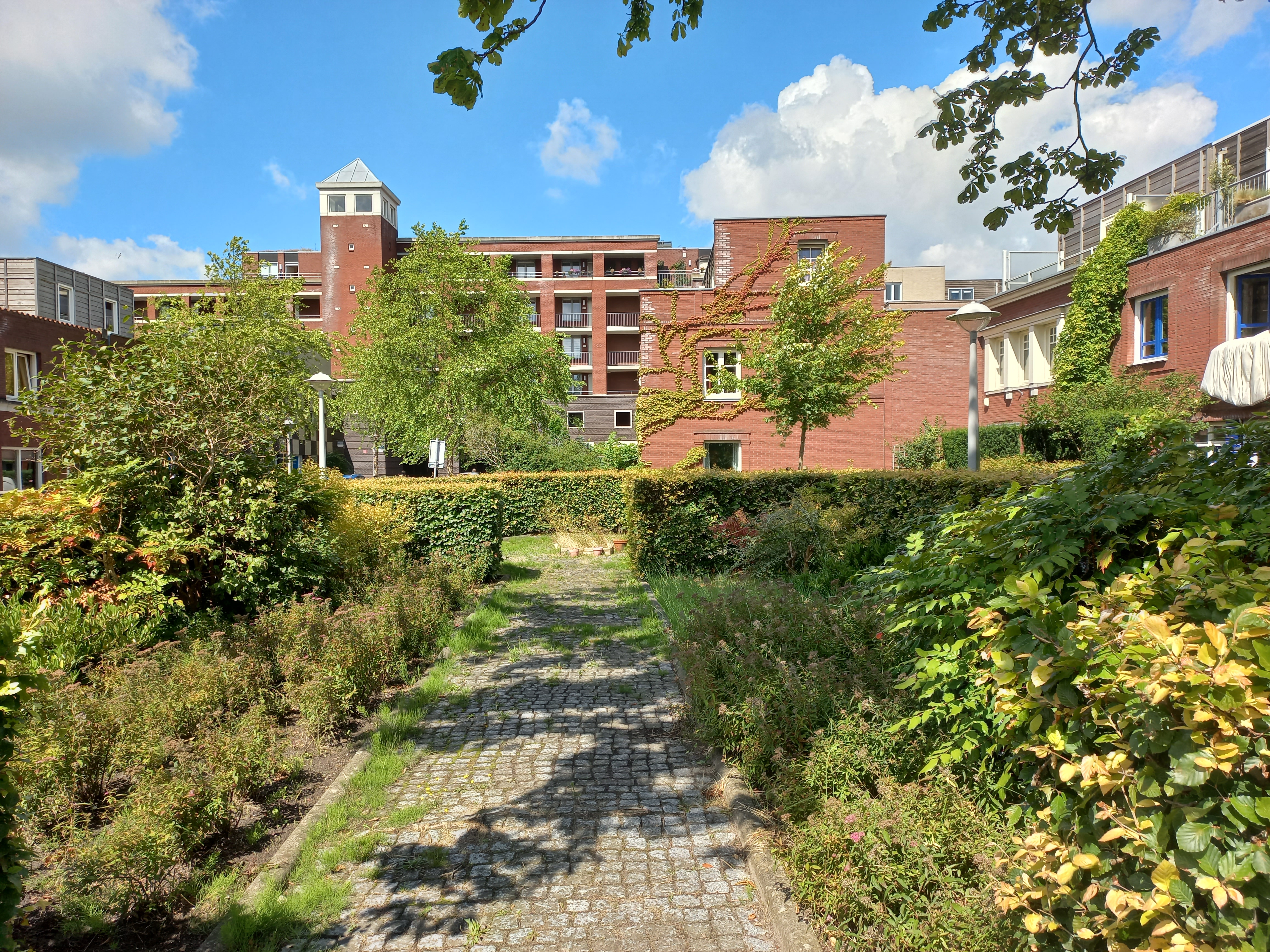
Plantsoen en bebouwing (juli 2024)
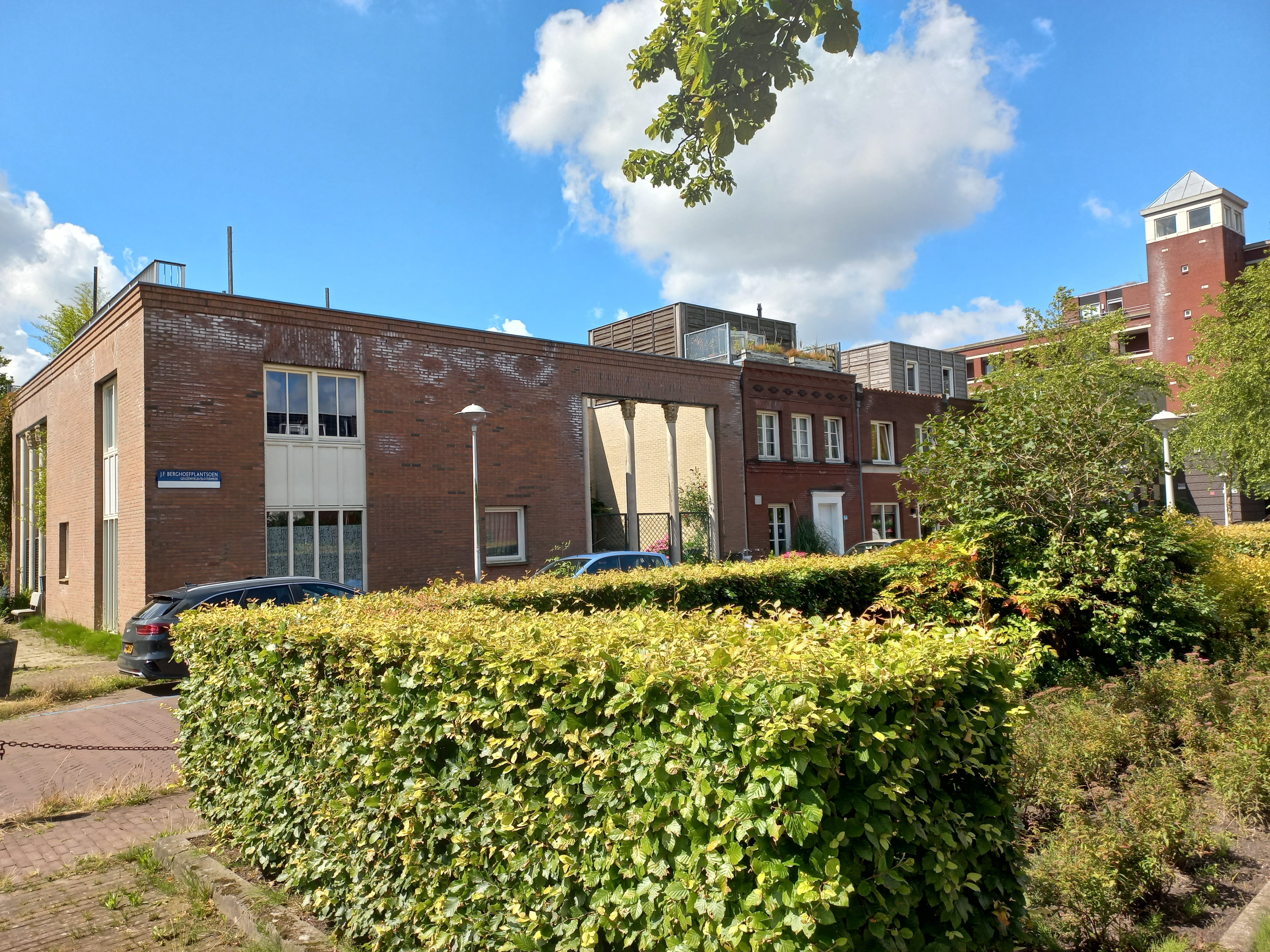
Plantsoen en bebouwing (juli 2024)
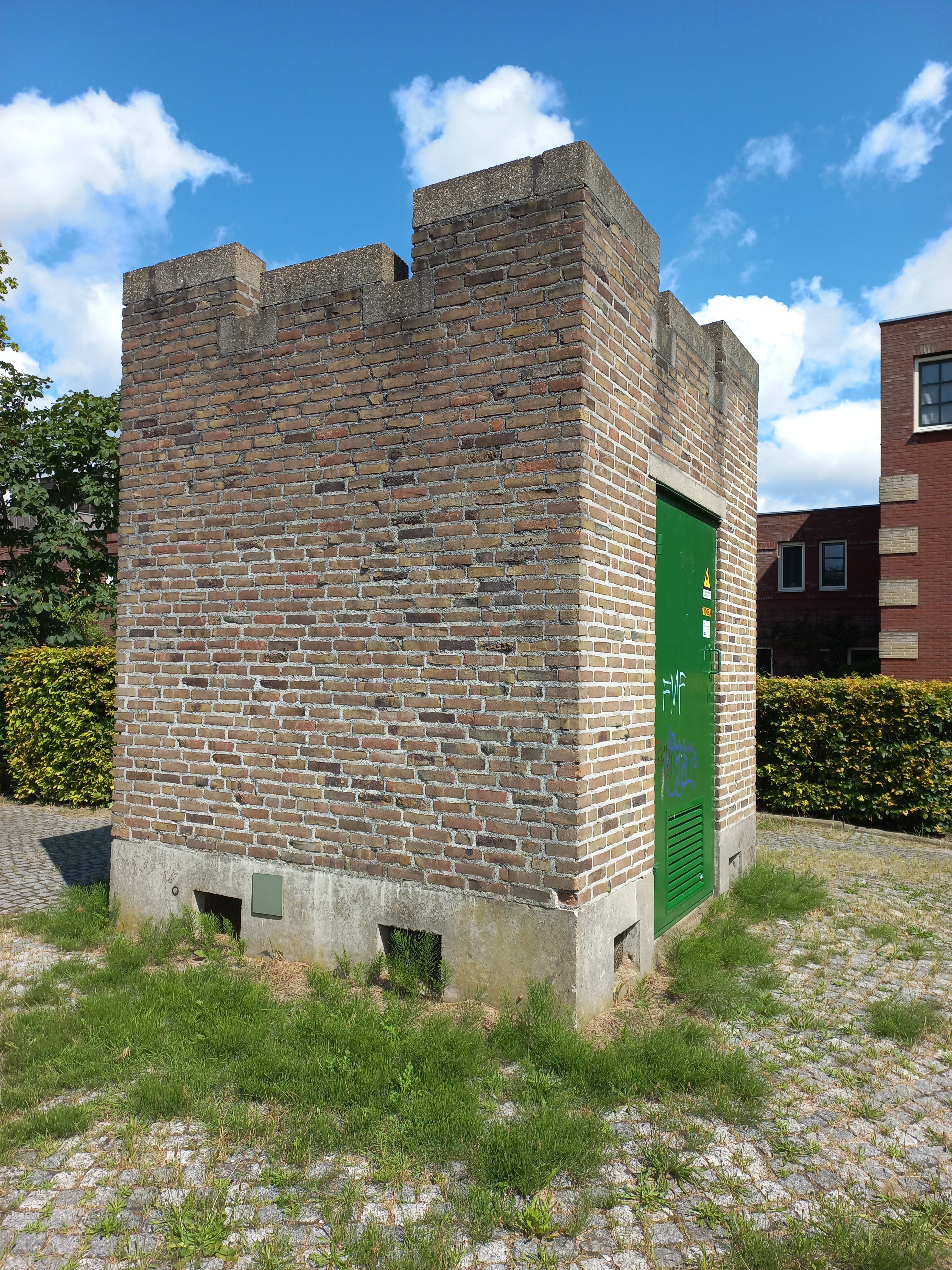
Elektricitietshuisje (juli 2024)